# Neurolyga montana
Neurolyga montana är en tvåvingeart som först beskrevs av Boris Mamaev 1963.  Neurolyga montana ingår i släktet Neurolyga och familjen gallmyggor.
Artens utbredningsområde är Uzbekistan. Inga underarter finns listade i Catalogue of Life.